# Крымские татары в Казахстане
Крымские татары (каз. Қырым татарлары) — одно из национальных меньшинств в Казахстане. Более 4 тысяч крымских татар были высланы в Казахскую ССР в результате депортации 1944 года. В конце 1980-х — начале 1990-х крымские татары начали возвращаться на историческую родину из-за чего их количество в Казахстане уменьшилось. По состоянию на 2009 год в республике проживало 1,5 тысячи крымских татар (0,01 % от всего населения Казахстана).

## История

### Проживание в депортации

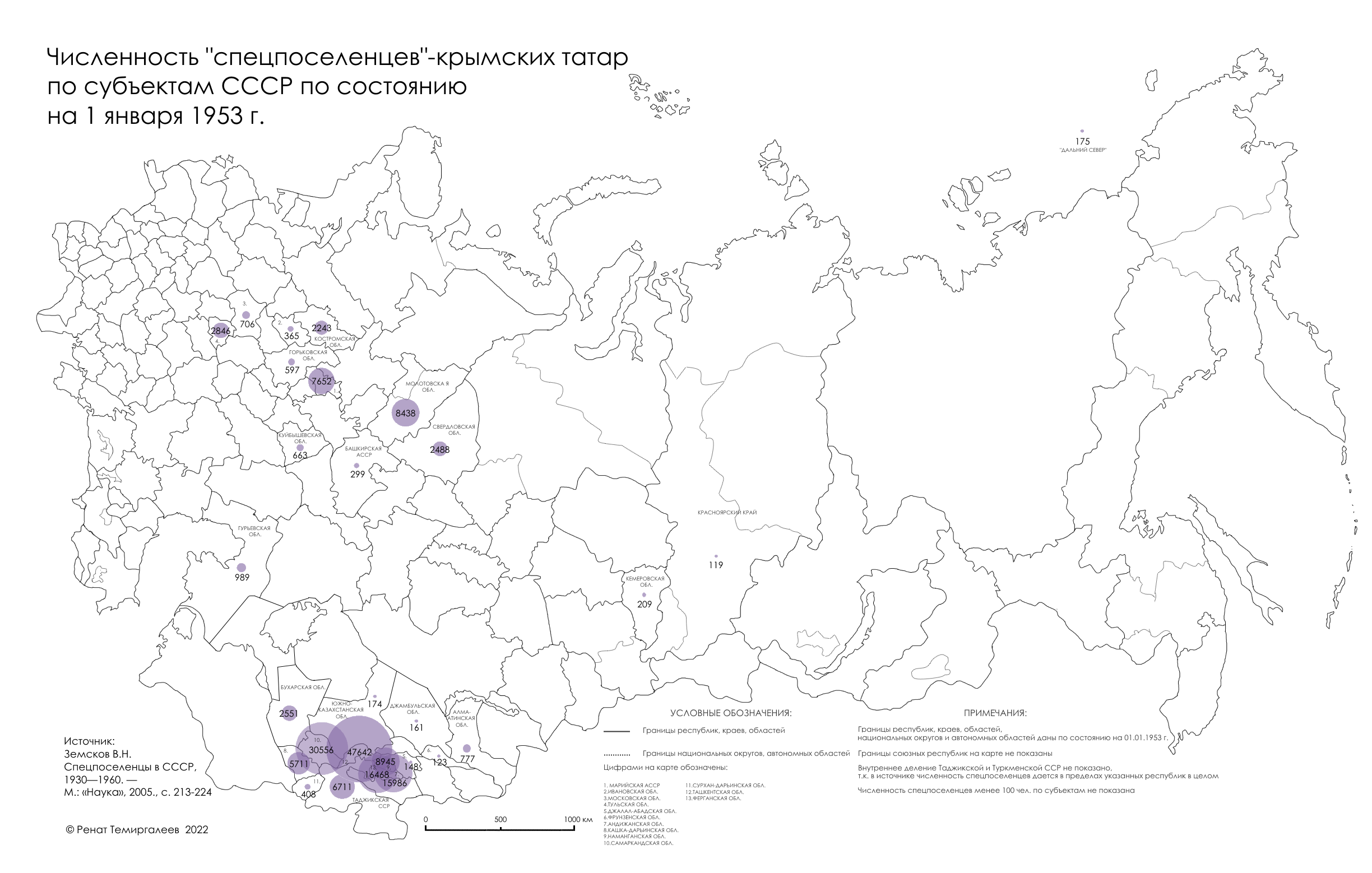
Численность «спецпоселенцев» крымских татар по субъектам СССР на 1953 год

Крымские татары появились на территории Казахской ССР в 1944 году в связи с принудительной депортацией из-за обвинений советских властей представителей крымских татар в коллаборационизме во время Второй мировой войны. Из 191 тысяч крымских татар, высланных из Крыма, в Казахстан в мае 1944 года было направлено 4501 человек. В основном они были расселены Усть-Каменогорске и Зыряновске, а также в Аягозском, Глубоковском, Курчумском, Уланском и Урджарском районах. В Казахстане большинство крымских татар были задействованы в сельском хозяйстве. В частности, крымские татары работали на Чиликском табаксовхозе у современного села Хусаина Бижанова в 120 километрах от города Алма-Ата. Часть крымских татар трудилась на шахтах комбината «Карагандауголь» и на строительстве Гурьевского нефтеперерабатывающего завода.
На строительство Гурьевского нефтеперерабатывающего завода военнослужащие трудовой армии из числа крымских татар, призванные полевым военкоматом Курман-Кемельчи, прибыли двумя эшелонами за три дня до начала депортации крымских татар. Тогда в Гурьеве оказалось 8 рот (около 2 тысяч крымских татар). К середине 1944 года на строительстве завода было задействовано 12 тысяч человек из которых 3 тысячи являлись крымскими татарами.
После получения известий о депортации крымских татар отмечались факты побегов мужчин из Гурьева для поиска своих семей. В записке заместителя начальника 3-го строительного управления Зисовича к заместителю начальника ГУАС НКВД Юдину указывалось, что из 3 тысяч крымских татар, прибывших на строительство с мая по июнь 1944 года «дезертировало» около 30 человек. Для предотвращения бегства крымских татар были выставлены караульные посты, организованы патрули на дорогах, установлен контрольный пост на станции «Мукур». Территория строительного городка, где проживали крымские татары, была окружена забором из колючей проволоки, вдоль него действовала вооружённая охрана. Крымских татар запрещалось использовать на автотранспорте, грузоперевозках и работах в ночное время суток. Действовал запрет на «вывоз крымских татар из зоны промплощадки». С июня по сентябрь 1944 года бежавшими числилось 208 человек из которых были пойманы и привлечены к уголовной ответственности 92 человека. Для дезертиров были созданы штрафные бригады. «Штрафники» содержались изолировано и трудились под надзором вооружённого конвоя.
Крымские татары, работавшие на стройке нефтеперерабатывающего завода, жили в плохих материально-бытовых условиях в саманных землянках. Зимой в землянках не было отопления, сушилок и кипятильников. Тяжёлые бытовые условия и общее положение крымских татар негативно сказывалось на их моральном состоянии. В записке и. о. начальника 3-го СУ ГУАС Анискова от 2 апреля 1945 года отмечалось: «Моральное состояние и отношение к труду мобилизованных татар скверное. Плохое моральное состояние их объясняется тем, что большинство их семей высланы в Узбекскую ССР, откуда пишут массу писем о своём бедственном положении. У Исмаила Мутаюгова умерла жена и двое детей. У Османа Ибраимова умерла жена, осталось четверо маленьких детей». Для поднятия морального духа крымских татар в зимний период заместитель начальника 3-го СУ Зисович предложил перевезти семьи крымских татар в Гурьев, однако данное указание выполнено не было. Тяжёлые бытовые условия и отличный от крымского климат привёл к распространению среди рабочих дистрофии. Одним из тех, кто не выдержал условий пребывания в Гурьеве стал писатель и педагог Эюп Дерменджи, покончивший жизнь самоубийством.
Строительство завода было окончено в 1945 году. На 15 ноября 1945 года строителями числилось 3476 человек из которых 546 являлись крымскими татарами. По состоянию на 1 января 1947 года в Казахстане проживала 1481 крымскотатарская семья (4227 человек). К 20 августа 1949 года в Карагандинской области на учёте состояли 37 человек (21 семья) крымских татар. В 1948—1952 годах число крымских татар в Казахстане увеличивалось за счёт освобождённых из Карлага.
До 1956 года, в течение 12 лет после депортации, крымские татары имели статус «спецпереселенцев», подразумевавший различные ограничения в правах. Политика русификации и фактического запрета на изучение детьми крымских татар родного языка привела к тому, что за годы проживания в Казахстане крымские татары утратили ряд элементов национальной идентичности. По переписи 1970 года в Казахстане проживало 2023 крымских татар, а в 1989 году — 3169 человек, 84 % которых проживало на юге республики.

### Современный этап
Значительная часть крымских татар вернулась в Крым в конце 1980-х — начале 1990-х годов на фоне перестройки и распада СССР. По переписи населения 1999 года в Казахстане осталось 1006 крымских татар. Из этого числа 97 % свободно говорили на русском языке, но лишь 20 % владели национальным языком.
С 2007 года регулярные встречи крымских татар проводились в кафе Сеифа Ситоплаева. В 2009 году по итогам этих встреч было принято решение о создании организации, которая была официально зарегистрирована спустя год и получила название — Алматинское общественное объединение «Культурный центр крымских татар „Ватандаш“». Председателем центра стал профессор Казахстанского национального аграрного университета Сеит Бабалиев. С 2011 года «Ватандаш» является членом Ассамблеи народа Казахстана.
После начала мобилизации в России, проводимой во время вторжения российских войск на Украину 2022 года, затронувшей и жителей подконтрольного РФ полуострова, сотни крымских татар выехали из Крыма в Казахстан для оформления украинских документов.
Одним из самых известных крымских татар, проживающим в Казахстане, является фехтовальщик Эльмир Алимжанов.

## Численность
- 1944 год — 4501 человек[1]
- 1970 год — 2023 человек[5]
- 1989 год — 3169 человек[6]
- 1999 год — 1006 человек[5]
- 2009 год — 1532 человек[9]